# Al-Mansûr Fakhr ad-Dîn `Uthman
Pour les articles homonymes, voir Al-Mansur.
Al-Mansûr Fakhr ad-Dîn `Uthman est un sultan mamelouk burjite qui règne un mois en Égypte en 1453.

## Biographie
Son père, Jaqmaq, a quatre-vingt ans lorsqu'il décède. `Uthman est le fils d'une esclave grecque, il prend le titre d’Al-Mansûr Fakhr ad-Dîn. Il commence son très bref règne en faisant fouetter son principal ministre. Son inconduite fait que émirs l'abandonnent et le remplacent par Inal avec l'accord du calife.